# Parki
Parki är ett vattenkraftverk i Luleälven i Jokkmokks kommun. Kraftverket byggdes 1967-1970 och ägs till 100 % av Vattenfall Vattenkraft AB.